# زاویست (ناحیه بلانسکو)
زاویست (به چکی: Závist) یک منطقهٔ مسکونی در جمهوری چک است که در ناحیه بلانسکو واقع شده‌است. زاویست ۰٫۴۲ کیلومتر مربع مساحت و ۱۲۹ نفر جمعیت دارد و ۳۷۰ متر بالاتر از سطح دریا واقع شده‌است.